# Migos
Migos — хип-хоп-группа из Атланты, Джорджия. В состав коллектива входили Quavo, Offset и Takeoff. Quavo приходится родным дядей Takeoff. Ранее считалось, что все участники группы являются родственниками, но в 2023 году Offset заявил, что он биологически никак не связан с другими участниками трио. Takeoff был убит 1 ноября 2022 года, после чего группа распалась.
В 2015 году группа опубликовала свой дебютный студийный альбом под названием Yung Rich Nation, а двумя годами позже, зимой 2017 года, выпустила второй студийный альбом Culture, который дебютировал на первом месте Billboard 200, а также получил высокие оценки музыкальных критиков. Трио подписало контракт с Motown и Capitol Records в феврале 2017 года. Альбом Culture II был выпущен в январе 2018 года, став второй пластинкой группы номер один в США. В 2021 году трио выпустило свой четвёртый студийный альбом Culture III, являющийся последним в дискографии группы.
Трио получило признание за свой вклад в трэп-музыку 2010-х годов.

## Карьера

### 2008—2012: Формирование
Группа Migos была основана в 2008 году рэперами Quavo , Takeoff и Offset и первоначально они называли себя Polo Club. Название «Migos» является аналогом «Three Amigos». Все трое членов группы являются прямыми родственниками и выросли вместе: Takeoff является племянником Quavo, а Offset — двоюродный брат Quavo.
Группа выпустила свой первый полноформатный микстейп под названием Juug Season 25 августа 2011 года, а уже спустя год, 1 июня 2012, микстейп No Label при содействии Такера Тёнджеса и Митчелла Томаса.

### 2013—2021: Успех и трилогия о культуре
В 2013 году широкое распространение получил сингл «Versace», который достиг 99-й строчки чарта Billboard Hot 100. Впоследствии рэпер Дрейк сделал официальный ремикс сингла, который прозвучал на фестивале iHeartRadio Music Festival. В июне 2013 группа презентовала микстейп Y.R.N. (Young Rich Niggas), получивший положительные отзывы критиков. Музыкальный журнал Spin оценил альбом в восемь баллов из десяти, отметив, что участники Migos звучат подобно Гуччи Мейну, Соулджа Бою и Фьючеру.
Сингл «Versace» попал в многочисленные рейтинги лучших синглов 2013 года по мнению различных крупных журналов, в частности расположившись на 3-й строчке лучших песен 2013 по мнению журнала XXL, на 4-й в рейтинге «50 лучших песен 2013 года» журнала Complex, на 5-й в аналогичном рейтинге от Spin, на 38-й в списке «100 лучших песен 2013 года» Pitchfork, а также на 69-й строчке рейтинга лучших песен 2013 года Rolling Stone. Также журнал Spin поставил микстейп Y.R.N. (Young Rich Niggas) на 27-ю позицию в списке лучших альбомов и на 6-ю в списке лучших хип-хоп-альбомов 2013 года.

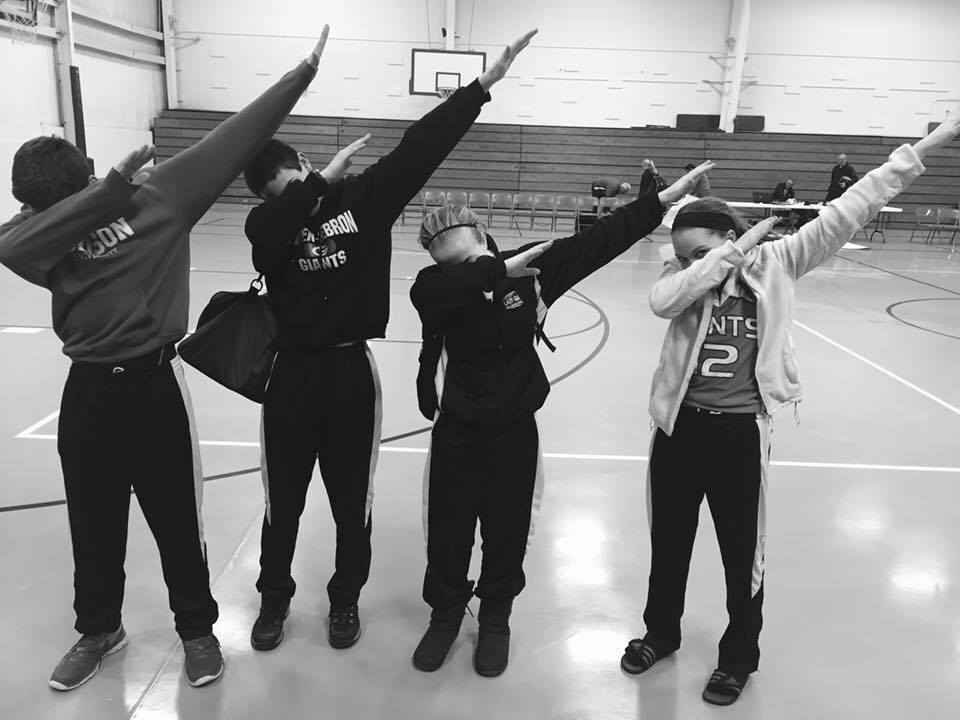
Группа стала одной из тех, кто популяризировал движение «дэб» (клип Migos — «Look At My Dab»)

25 февраля 2014 года группа выпустила микстейп No Label 2, который в первую неделю скачали более 100 тысяч раз. Микстейп получил положительные отзывы музыкальных критиков. Чикагский интернет-журнал Consequence of Sound написал: «Это идеальное сочетание напевов шумной вечеринки и ликующих рэп-гимнов для вашей следующей вечеринки». Также канадский журнал Exclaim! выразил мнение, что альбом «забит потенциальными хитами».
В июне 2014 группа заключила сделку с лейблом 300 Entertainment. В том же месяце сингл «Fight Night» вошёл в список «25 лучших песен 2014 года» по мнению XXL. Впоследствии сингл занял 69-ю строчку в Billboard Hot 100, став самым успешным синглом группы. 5 ноября 2014 вышел очередной микстейп под названием Rich Nigga Timeline.
5 февраля 2015 группа опубликовала сингл «One Time» с грядущего дебютного альбома. Сингл добрался до 34-й строчки в категории Hot R&B/Hip-Hop Songs. Альбом Yung Rich Nation был выпущен 31 июля 2015 года, в него вошли совместные песни с Крисом Брауном и Янг Тагом. Альбом удостоился положительных отзывы критиков и в первую неделю продался тиражом в 15 тысяч экземпляров. Помимо этого, участники Migos заявили, что хотели бы поработать с рэпером Насом.
В сентябре 2015 группа покинула лейбл 300 Entertainment, самостоятельно возглавив Quality Control Music. По словам артистов, состоя в 300 Entertainment, они получали по 30—40 тысяч долларов за шоу, в то время как с Quality Control они начали иметь около 60 тысяч долларов. 7 октября 2016, согласно музыкальному журналу XXL, Pusha T анонсировал о заключении контракта между GOOD Music и Migos.
27 января 2017 группа опубликовала свой второй студийный альбом под названием Culture. Пластинка включает совместные песни с Трэвисом Скоттом, Лил Узи Вертом, Гуччи Мейном и Ту Чейнзом. Релиз получил высокие оценки музыкальных рецензентов. Альбом дебютировал на первом месте в хит-параде Billboard 200, продавшись в первую неделю со дня выхода в количестве 131 тысячи цифровых копий. В том же году рэпер XXXTentacion заявил, что члены группы напали на него, избили и угрожали пистолетом. В 2018 году коллектив выпустил свой третий альбом под названием Culture II, а в июне 2021 года вышел четвёртый студийный альбом трио под названием Culture III.

### 2022: Unc & Phew и смерть Takeoff
В 2022 году появились слухи, что группа распалась после того, как бывшая девушка Quavo Saweetie на одной из вечеринок переспала с Offset. Позже Quavo выпустил песню об этом инциденте. В мае 2022 года Quavo и Takeoff выпустили свой первый трек «Hotel Lobby (Unc & Phew)» под псевдонимом Unc & Phew. Название группы происходит от семейных отношений между Quavo и Takeoff как дяди и племянника, «Unc» — это сокращенная форма слова «uncle» (рус. дядя), а «Phew» — это сокращенная форма слова «nephew» (рус. племянник). В июле 2022 года дуэт выпустил сингл «Us vs. Them» с американским рэпером Gucci Mane. 7 октября 2022 года Quavo и Takeoff выпустили альбом Only Built for Infinity Links без участия Offset.
В интервью Complex дуэт заявил, что «изучал легендарные старые рэп-дуэты на протяжении всей концепции альбома и воздавал им должное в обложке и названии». 31 октября 2022 года, за день до смерти Takeoff, они выпустили видеоклип на свою песню «Messy».
1 ноября 2022 года Takeoff был застрелен, когда он вместе с Quavo и другими рэперами были в боулинге в Хьюстоне. Стрельба произошла около 2:34 утра по местному времени в 810 Billiards and Bowling Houston. Большинство представителей хип-хоп сообщества обратились через социальные сети, чтобы выразить свою любовь и соболезнования в связи со смертью Takeoff.
22 февраля 2023 года Quavo опубликовал видеоклип на песню «Greatness». В песне, посвящённой Takeoff, рэпер подтвердил, что группа больше не существует.

## Влияние
Трио сильно повлияло на трэп-музыку 2010-х годов. Так называемый «фирменный флоу Migos», который издание Pitchfork определяет как «пулемётный паттерн, крепко сбитые строчки и рубленная читка», был определён Takeoff, который менял скорость и ритм без потери «остроты рифм». Журнал отмечает, что «у Quavo был талант придумывать хуки, Offset привносил южный флер, а Takeoff склеивал их вместе». Migos популяризировала триплетный флоу, создала новую бодрую каденцию и помогла закрепить за Атлантой статус центра хип-хопа.
Рецензент журнала Billboard заявил, что группа «повлияла на поп-культуру и весь английский язык, сделав свои корни из Северной Атланты мейнстримом». Дрю Миллард из Vice отмечает, что «Migos олицетворяет собой свободу, которую имеет молодой человек в 2014 году, у которого есть право выбирать свой собственный канон». Рецензенты часто сравнивают Migos с The Beatles, отмечая весомое влияние обеих групп на культуру.

## Дискография
- Yung Rich Nation (2015)
- Culture (2017)
- Culture II (2018)
- Culture III (2021)

## Фильмография
| Год  |   | Русское название | Оригинальное название | Роль                    |
| ---- | - | ---------------- | --------------------- | ----------------------- |
| 2014 | ф | Бандо            | Bando                 | Quavo, Offset, Takeoff* |
| 2016 | с | Атланта          | Atlanta               | Quavo, Offset, Takeoff* |

- Все трое участников Migos появлялись, изображая вымышленные версии самих себя.